# Elite Series 2021
Die Elite Series 2021 ist ein Wettbewerb der Elite Ice Hockey League (EIHL), der höchste Eishockeyliga des Vereinigten Königreichs. Er startet am 3. April 2021 und endet am 2. oder 3. Mai 2021 mit dem letzten Finale.
Die EIHL hatte die Saison 2019/20 aufgrund der Covid-19-Pandemie im März 2020 abgebrochen. Die Saison 2020/21 wurde im September 2020 erst verschoben und im Februar 2021 schlussendlich abgesagt. Im März 2021 kündigte die EIHL an, mit der Elite Series einen kurzen Wettbewerb im April und Mai an einem Standort – der Motorpoint Arena in Nottingham – durchzuführen. An dem Wettbewerb nehmen die vier mittel-/nordenglischen Clubs der EIHL teil. Diese verstärken sich für die Wettbewerb mit Spielern anderer EIHL-Clubs. Der Wettbewerb dient insbesondere auch dazu, den britischen Spielern Spielpraxis im Hinblick auf die Eishockey-Weltmeisterschaft 2021 zu geben.

## Teilnehmer
- Coventry Blaze
- Manchester Storm
- Nottingham Panthers
- Sheffield Steelers

## Modus
Die vier Mannschaften spielen je vier Mal Jeder-gegen-jeden (insgesamt 24 Spiele). Alle vier Mannschaften spielen jeweils zwei Spielen die Finalteilnehmer aus. Das Finale wird in einer Best-of-three-Serie ausgespielt.